# Sven Svart
Sven Svensson Svart, född 13 januari 1606 i Huddinge församling, död 27 januari 1688 i Huddinge församling, var en svensk militär och ämbetsman.

## Biografi
Sven Svart föddes 1606 på Gladö gård i Huddinge församling. Han var son till kaptenen Sven Pedersson Svart av  adelsätten Svart vid amiralitetet och Elsa Silfversparre. Svart var 1627 fänrik vid Jakob Scotts skvadron från Västergötland och blev 24 mars 1630 fänrik vid Västmanlands regemente. Han avancerade och blev 1632 löjtnant vid nämnda regementet och tog avsked samma år. Senare år 1632 blev han kapten vid artilleriet i Finland och föreslogs 15 september 1646 till assessor i Åbo hovrätt, utnämnda samma år och tillträdde tjänsten 4 februari 1647. Svart slutade som assessor 28 september 1665 och blev samma dag häradshövding i Piikkis domsaga, konfirmerad fullmakt 23 september 1674. Han avled 1688 på Gladö i Huddinge församling och begravdes i Skönberga kyrka, där hans vapen uppsattes.
Svart ägde gårdarna Fågelbro i Värmdö socken, Sundby gård i Huddinge socken, Högby gård i Lagga socken och Gladö gård i Huddinge socken.

### Familj
Svart gifte sig 1636 med Christina Bure (1618–1695). Hon var dotter till vice hovrättspresidenten Olof Bure och Elisabet Bagge af Boo. De fick tillsammans barnen lantjägaren Jakob Svart (1637–1701) i Södermanland och Närke, Gustaf Svart (död 1654), Carl Svart (död 1642), Elisabet Svart (död 1685) som var gift med burggreven Johan Lillienthal i Narva och lagmannen Johan Sylvius, löjtnanten Olof Svart (1646–1672) vid amiralitetet, Maria Svart (1647–1701) som var gift med landshövdingen Gustaf Adolf von der Osten och Christina Svart (död 1691) som var gift med schoutbynachten Johan Bogeman.